# 카림 코나테
카림 코나테(프랑스어: Karim Konaté, 2004년 3월 21일 ~ )는 코트디부아르의 축구 선수로, 현재 레드불 잘츠부르크와 코트디부아르 국가대표팀에서 공격수로 활약하고 있다.

## 구단 경력
ASEC 미모자의 유소년 출신인 코나테는 2020년에 구단에서 성인 생활을 시작했다. 데뷔 시즌 18경기에서 7골을 기록했다. 2022-23년 시즌에는 FC 레드불 잘츠부르크로 이적했다. 그곳에서 FC 리퍼링으로 임대되었다.

## 국가대표팀 경력
코나테는 2021년 3월 3일에 열린 모잠비크와의 2022년 FIFA 월드컵 예선 전에서 코트디부아르 축구 국가대표팀에 데뷔했고, 2023년 3월 코트디부아르 U-23에 소집되었다.
2023년 12월 28일, 그는 장루이 가세트가 선정한 코트디부아르 선수 27명 중 2023년 아프리카 네이션스컵에 출전할 선수로 선정되었다.